# Ludwinów (gmina Wodzisław)
Ludwinów – wieś sołecka w Polsce położona w województwie świętokrzyskim, w powiecie jędrzejowskim, w gminie Wodzisław.
W latach 1975–1998 miejscowość należała administracyjnie do województwa kieleckiego.

## Historia
W wieku XVIII miejscowość wchodzi w skład dóbr Wodzisław. W roku 1827 Ludwinów występuje w spisie dóbr Kozłów – własność Suchodolskich, następnie Rzewuskich.